# Alice Adams (Autorin)

Alice Adams im Jahr 1997

Alice Boyd Adams (* 14. August 1926 in Fredericksburg, Virginia; † 27. Mai 1999 in San Francisco, Kalifornien) war eine US-amerikanische Autorin.

## Leben
Alice Adams wuchs als Einzelkind in Chapel Hill, North Carolina auf. Ihr Vater war der Universitätsprofessor für Spanische Sprache Nicholson B. Adams, ihre Mutter Agatha Erskine Boyd Adams war eine erfolglose Autorin. Sie und ihre Mutter waren sehr zerstritten. Adams dachte, dass, wenn sie Autorin werden würde, dann würden sich sie und ihre Mutter wieder verstehen. Also nahm sie bei einem Schreibkurs ihrer Schule teil. Ihr Lehrer riet ihr, das Schreiben aufzugeben und lieber zu heiraten. Am Radcliffe College in Harvard machte sie 1946 ihren Abschluss.
Sie arbeitete zunächst bei einem Verlag in New York. 1947 heiratete den Dichter Mark Linenthal (1921–2010), den sie beim Studium in Harvard kennengelernt hatte. Sie lebte mit ihm ein Jahr lang in Paris, wo er an der Sorbonne studierte. Schon in Paris wurde ihr klar, dass die Heirat ein Fehler war. Danach lebten sie in Palo Alto, wo Linenthal die Stanford University besuchte. 1948 zogen sie nach San Francisco, wo Linenthal an der San Francisco State University Englisch unterrichtete. 1951 wurde ihr einziges Kind, der spätere Künstler Peter Linenthal geboren. Ihr Psychologe riet ihr Anfang der 1950er Jahre, die Ehe aufrechtzuerhalten, aber das Schreiben sein zu lassen. Kurz darauf wurde ihre Kurzgeschichte „Winter Rain“ im Magazin Charm abgedruckt. Nachdem die Ehe 1958 in die Brüche gegangen war, lebte sie als allein erziehende Mutter und arbeitete als Sekretärin, als Buchhalterin und in der Kirche, um ihren Lebensunterhalt zu verdienen. 1966 veröffentlichte sie ihren ersten Roman „Careless Love“. Jedoch erst mit der Veröffentlichung ihrer Kurzgeschichte „Gift of Grass“ im Magazin The New Yorker im November 1969 wurde der Literaturbetrieb auf sie aufmerksam. The New Yorker druckte während der folgende 35 Jahre 25 ihrer Kurzgeschichten ab. Ab dieser Zeit an konnte sie vom Schreiben leben. Von 1964 bis 1985 lebte sie mit dem Innenarchitekten Robert McNie (1926–2005) zusammen. Ihren großen Durchbruch hatte sie 1984 mit dem Roman „Superior Women“.

## Werke
- Careless Love. New American Library, New York 1966.
- Families and Survivors. Alfred A. Knopf, Inc, New York 1975.
- Listening to Billie. Alfred A. Knopf, Inc, New York 1978.
- Beautiful Girl. Alfred A. Knopf, Inc, New York 1979.
- Rich Rewards. Alfred A. Knopf, Inc, New York 1980.
- To See You Again. Alfred A. Knopf, Inc, New York 1982.
- Molly's Dog. William B. Ewert Publications, Concord, N.H 1983.
- Superior Women. Alfred A. Knopf, Inc, New York 1984.
- Return Trips (1985)
- Roses, Rhododendron: Two Flowers, Two Friends (1987)
- Second Chances (1988)
- After You've Gone (short stories) (1989)
- Mexico: Some Travels and Some Travelers There, introduction by Jan Morris (1990)
- Caroline's Daughters (1991)
- Almost Perfect (1993)
- A Southern Exposure (1995)
- Medicine Men (1997)
- The Last Lovely City (1999)
- After the War (2000)
- The Stories of Alice Adams (2002)